# Oxymycterus hiska
Oxymycterus hiska е вид бозайник от семейство Хомякови (Cricetidae).

## Разпространение
Видът е разпространен в Боливия и Перу.